# Piotr Fijas
Piotr Fijas, poljski smučarski skakalec, * 27. junij 1958, Bielsko-Biała, Poljska.
Skakati je začel v svojem domačem kraju Bielsko-Biała. 
Leta 1976 je bil že kot 18-letni mladinec uvrščen v poljsko reprezentanco za olimpijske igre v Innsburcku, vendar pa kakšnega večjega dosežka ni dosegel, saj je bila konkurenca sila močna. 
Prvič je na svetovnem prvenstvu nastopil leta 1978 v Lahtiju, kjer je bil na veliki skakalnici 18., na mali pa 47. 
Na svetovnem prvenstvu v poletih leta 1979 je bil v Planici bronast. Fijas je najraje tekmoval na letalnicah, kjer je leta 1987 postavil novi svetovni rekord v poletih - 194 metrov, ki je zdržal kar sedem let in še danes velja za najdaljši polet v klasičnem slogu.
Nastopil je na 3 treh olimpijskih igrah - Lake Placid 1980, kjer je bil na veliki napravi na 17. mestu, Sarajevo 1984 (7. mesto - velika naprava) in  Calgary 1988 (10. in 12. mesto). Po teh igrah je zakjučil kariero smučarskega skakalca.
Po končani karieri je bil od leta 1995 do 2004 trener v poljski reprezentanci, večinoma pomočnik glavnega trenerja.

## Dosežki
Zmage
Piotr Fijas ima v svetovnem pokalu 3 zmage:
| Sezona  | Država/Prizorišče |
| ------- | ----------------- |
| 1979/80 | Zakopane          |
| 1979/80 | St. Nizier        |
| 1985/86 | Liberec           |